# Noratus
Noratus (armeniska: Նորատուս) är en ort i Armenien. Den ligger i provinsen Gegharkunik, i den centrala delen av landet, 60 km öster om huvudstaden Jerevan. Noratus ligger 1 929 meter över havet och antalet invånare är 5 426.
Terrängen runt Noratus är lite kuperad. Närmaste större samhälle är Gavar, 5,1 km sydväst om Noratus.
Trakten runt Noratus är nära nog obefolkad, med mindre än två invånare per kvadratkilometer.